# Zsombó
Zsombó là một thị trấn thuộc hạt Csongrád, Hungary. Thị trấn này có diện tích 26,89 km², dân số năm 2010 là 3513 người, mật độ 131 người/km².